# Fsb (boligorganisation)
 For alternative betydninger, se FSB. (Se også artikler, som begynder med FSB)
Organisationen fsb (indtil 2003 Foreningen Socialt Boligbyggeri, indtil 2010 FSBbolig) er en almen boligorganisation, stiftet 1933. Fsb har i dag ca. 13.000 lejligheder i Københavns Kommune og administrerer desuden knap 1.000 kollegieboliger og 800 boliger for Gladsaxe Kommune. Derudover administrerer fsb også ungdomsboliger, kollegier og plejehjem. Flere steder administrerer fsb tillige ejerforeninger, samt gård- og it-laug.
Fsb blev grundlagt af advokat Rasmus Nielsen i 1933 og var med til at afhjælpe boligmanglen i 1930'erne ved at bygge 3580 lejligheder i København og 300 i provinsen inden for de første otte år. Fsb har stadig til huse på Rådhuspladsen 59, hvor Rasmus Nielsens kontor lå.
I de oprindelige vedtægter stod der, at "Foreningens byggeri er socialt: samfundsmæssige synspunkter skal være raadende ved byggeforetagendernes tekniske og økonomiske tilrettelægning. Lejen holdes lav. Husenes placering og lejlighedstyper tilpasses den sociale udvikling eller søger at forbedre denne."
En række kendte danske arkitekter har været tilknyttet fsb: Ivar Bentsen, Ole Buhl, Ragna Grubb, Edvard Heiberg, Kaare Klint, Harald Petersen, Sven Risom & Christian Tyge Tillisch og Magnus Stephensen. I dag fremstår de fleste af fsb's ejendomme dog kraftigt ombyggede og med andre materialer end de oprindelige.
De boligafdelinger, som fsb ejer eller administrerer, varierer meget i størrelse. Fsb har hele eller dele af Blågården, Bispeparken, Tingbjerg og Bellahøj, som alle nærmest er byområder, og fx Brøstes Grund på Christianshavn, hvor der er seks boliger.